# Ana Maria (xote)
Ana Maria é um xote composto por Janduhy Finizola (letra e música), difundido e feito sucesso principalmente nas interpretações de Luiz Gonzaga e de Santanna, o Cantador.

## Letra
A letra do xote é uma confissão de um homem apaixonado. Na confissão, ele contava o seu ato, sua descoberta e seu problema de consciência.

## A confissão

### O ato
O jovem confessa que beijou Ana Maria, sem saber que ela já tinha um compromisso. Esse ato impulsivo quase o colocou em uma situação complicada.

Eu dei um beijo,

Eu dei um beijo,

Eu beijei Ana Maria,

Por causa disso

Eu quase entrava numa fria:

Ana Maria 

tinha dono e eu não sabia.

Mas quem diria?

### A consequência
Ao ver que Ana Maria já era comprometida, entendeu que o seu ato o deixara em situação complicada.

Pra bem dizer,

foi sem querer, 

mas terminou em confusão.

A solução

foi confundir o coração.

Daí então 

fiquei na vida de ilusão.

### A resignação
O rapaz se confessa arrependido e decide se afastar, mas lhe fica a imagem de Ana Maria.

Agora adeus, Ana Maria.

Deus te guarde para o amor.

No céu, Santa Maria;

Aqui na terra o seu amor.
E o desejo, por conta do beijo, é forte.

Ai como eu queria 

dar outro beijo,

matar o meu desejo,

Ai como eu queria , Ana Maria.

## O sucesso
A composição de Janduhy Finizola, um xote bem cadenciado, com uma letra simples, que toca o público, correu o Brasil nas interpretações de:
- Luiz Gonzaga, amigo de Janduhy,[5] interpretou Ana Maria;
- Santanna, o Cantador cantou e encantou. Foi seu primeiro estouro. E explicou:

“Não existe nada mais atual que a verdade”
Santanna
Ana Maria também teve outros intérpretes:
- Os 3 do Nordeste[7]